# 薩摩川尻駅
薩摩川尻駅（さつまかわしりえき）は、鹿児島県指宿市開聞仙田にある、九州旅客鉄道（JR九州）指宿枕崎線の駅である。お隣西大山駅に次いで日本で2番目に南にある普通鉄道の駅である。

## 歴史
- 1960年（昭和35年）3月22日：国鉄指宿線（現・指宿枕崎線）の駅として開設[1][2]。気動車の旅客のみ取扱う無人駅[3]。
- 1963年（昭和38年）10月31日：指宿線が指宿枕崎線へ改称、同線の駅となる[1]。
- 1987年（昭和62年）4月1日：国鉄分割民営化に伴い、JR九州の駅となる[1]。

## 駅構造
下り列車進行方向（枕崎方面）向かって右側に単式ホーム1面1線を有する地上駅。
無人駅。駅舎は無く、ホーム上に簡易的な屋根が設置されている。

## 利用状況
- 2015年度の1日平均乗車人員は17人である。

| 年度 | 1日平均 乗車人員 | 1日平均 乗降人員 |
| ---- | ---------------- | ---------------- |
| 2003 | 48               |                  |
| 2004 | 43               |                  |
| 2005 | 42               | 86               |
| 2006 | 43               | 87               |
| 2007 | 35               | 69               |
| 2008 | 24               | 49               |
| 2009 | 25               | 50               |
| 2010 | 25               | 51               |
| 2011 | 24               | 48               |
| 2012 | 29               | 58               |
| 2013 | 15               | 31               |
| 2014 | 19               | 39               |
| 2015 | 17               | 34               |

## 駅周辺
- 池田湖
- 開聞山麓香料園
- 国道226号
- 開聞トンネル

## 隣の駅
九州旅客鉄道（JR九州）
■指宿枕崎線
西大山駅 - 薩摩川尻駅 - 東開聞駅